# Coupe de France féminine de cyclisme sur route 2023
Cet article traite uniquement de la compétition féminine. Pour les résultats de la compétition masculine, voir Coupe de France de cyclisme sur route 2023.
Navigation
Coupe de France 2022 Coupe de France 2024
La Coupe de France féminine de cyclisme sur route 2023 est la 24e édition de la Coupe de France féminine de cyclisme sur route. 

## Coupe de France Femmes Elites

### Résultats
| Date         | Course                         | Vainqueur          | Deuxième            | Troisième           |
| ------------ | ------------------------------ | ------------------ | ------------------- | ------------------- |
| 16 avril     | Grand Prix de Chambéry         | Victorie Guilman   | Erica Magnaldi      | Évita Muzic         |
| 5 mai        | La Classique Morbihan          | Gaia Masetti       | Alessia Vigilia     | Sofia Bertizzolo    |
| 6 mai        | Grand Prix du Morbihan Féminin | Grace Brown        | Cédrine Kerbaol     | Dominika Wlodarczyk |
| 4 juin       | Alpes Grésivaudan Classic      | Évita Muzic        | Urša Pintar         | Morgane Coston      |
| 1er août     | Kreiz Breizh Elites Dames      | Giorgia Vettorello | Quinty Schoens      | Barbara Malcotti    |
| 13 août      | La Picto-Charentaise           | Gladys Verhulst    | Carlijn Achtereekte | Valentina Basilico  |
| 10 septembre | La Choralis Fourmies Féminine  | Marta Lach         | Sofie van Rooijen   | Marthe Truyen       |
| 17 septembre | Grand Prix d'Isbergues féminin | Valentine Fortin   | Jade Wiel           | Simone Boilard      |

### Classement final
|     | Nom              | Equipe                  | Points |
| --- | ---------------- | ----------------------- | ------ |
| 1re | Victorie Guilman | FDJ-Suez                | 77     |
| 2e  | Alessia Vigilia  | Top Girls Fassa Bortolo | 74     |
| 3e  | Jade Wiel        | FDJ-Suez                | 70     |

|     | Equipe                       | Points |
| --- | ---------------------------- | ------ |
| 1re | Grand Est-Komugi-La Fabrique | 139    |
| 2e  | Cofidis                      | 119    |
| 3e  | FDJ-Suez                     | 109    |

## Coupe de France Femmes National

### Résultats
| Date         | Course                                        | Vainqueur                        | Deuxième        | Troisième             |
| ------------ | --------------------------------------------- | -------------------------------- | --------------- | --------------------- |
| 26 mars      | Boucles Guégonnaises Femmes                   | Julie Bégo                       | Ségolène Thomas | Amandine Fouquenet    |
| 30 avril     | Chrono 47 (Contre-la-montre par équipes)      | Team Centre-Val de Loire Féminin | Breizh Ladies   | Team Féminin Chambéry |
| 27 mai       | Route Féminine de Loire-Atlantique            | Lise Ménage                      | Ilona Rouat     | Marine Ferré          |
| 10 juin      | BayWa R.E Classique Féminine                  | Julie Bégo                       | Marion Bunel    | Océane Mahé           |
| 11 juin      | Classic Féminine de Vienne Nouvelle-Aquitaine | Julia Aubry                      | Anaïs Morichon  | Titia Ryo             |
| 2 juillet    | Prix de la Ville de Morteau                   | Margot Pompanon                  | Julie Bégo      | Célia Gery            |
| 23 septembre | Mirabelle Classic                             | Chloé Charpentier                | Lise Ménage     | Floraine Bernard      |

### Classement final
|     | Nom         | Equipe                | Points |
| --- | ----------- | --------------------- | ------ |
| 1re | Julia Aubry | Team Féminin Chambéry | 111    |
| 2e  | Julie Bego  | Team Féminin Chambéry | 105    |
| 3e  | Lise Ménage | Breizh Ladies         | 96     |

|     | Equipe                           | Points |
| --- | -------------------------------- | ------ |
| 1re | Team Féminin Chambéry            | 344    |
| 2e  | Breizh Ladies                    | 305    |
| 3e  | Team Centre-Val de Loire Féminin | 211    |